# 가운데땅 엔터프라이즈

가운데땅 엔터프라이즈의 로고

이전에 톨킨 엔터프라이즈(Tolkien Enterprises) 현재 가운데땅 엔터프라이즈(Middle-earth Enterprises)는 캘리포니아 버클리에 위치한 사울 젠츠 컴퍼니의 한 부서의 상품명이다. 이 회사는 J. R. R. 톨킨의 가장 유명한 두 문학 작품인 호빗과 반지의 제왕의 특정 요소에 대한 전 세계 독점권을 소유하고 있다. 이러한 요소에는 그 안에 포함된 등장인물의 이름뿐만 아니라 그 안에 있는 장소, 사물 및 사건의 이름, 그리고 작품의 일부 짧은 구절과 속담이 포함되어 있다.

## 배경 및 연혁
호빗과 반지의 제왕을 쓴 J. R. R. 톨킨은 1968년 이러한 작품의 영화, 무대 및 상품 판권을 유나이티드 아티스트(United Artists)에게 판매했으며, 유나이티드 아티스트는 1976년 사울 젠츠 컴퍼니에게 판매하고 이전 톨킨 엔터프라이즈, 현재 가운데땅 엔터프라이즈에게 라이선스를 받았다. 현재 유나이티드 아티스트는 배포 권한을 보유하고 있다.
1977년 랭킨과 베이스는 NBC에서 방송될 호빗 애니메이션을 제작할 권리를 부여했다. 1978년에 톨킨 엔터프라이즈와 배급사인 유나이티드 아티스트는 반지의 제왕 애니메이션에도 자금을 지원하고 출시했다.
1999년, 아이언 크라운 엔터프라이즈가 신제품 개발을 중단하였고, 톨킨 엔터프라이즈는 가운데땅을 배경으로 한 롤플레잉 게임에 대한 아이언 크라운 엔터프라이즈에게 라이선스를 끊었다. 이것은 2001년 아이언 크라운 엔터프라이즈의 파산에 크게 기여했다. 톨킨 엔터프라이즈는 2002년 디시퍼 주식회사와 새로운 계약을 체결했다.
처음에 미라맥스는 1997년 피터 잭슨의 반지의 제왕 삼부작을 지원했지만 당시 소유주인 디즈니의 제한을 받아 영화를 두 편 대신 한편의 영화로 제작할 것을 요구하였고, 피터 잭슨은 새로운 프로젝트를 준비했다. 그러나 반지의 제왕 삼부작과 호빗 삼부작의 개발권을 1,200만달러에 인수한 뉴 라인 시네마는 피터 잭슨의 반지의 제왕 영화를 삼부작으로 만들려고 지원했고, 1999년 10월 11일부터 2000년 12월 22일까지 촬영되었다. 2001년과 2003년사이에 영화는 상업적으로 크게 성공했지만, 2004년 8월 톨킨 엔터프라이즈는 총 이익과 순이익의 차이를 기준으로 하여 미지급 로열티 2천만 달러에 대해 뉴 라인 시네마을 상대로 소송을 제기했다. 세부 사항은 공개되지 않았지만 2005년 8월 법원 밖에서 합의가 이루어졌다.
J. R. R. 톨킨의 문학 작품에 대한 비디오 게임 라이선스는 비방디 게임스에게 처음으로 라이선스 되었다. 비방디 게임스는 반지 원정대 등을 제작했다. 또한 거의 동시에 피터 잭슨의 반지의 제왕 삼부작도 일렉트로닉 아츠에게 라이선스 되었고, 일렉트로닉 아츠는 두 개의 탑 출시 이후 왕의 귀환, 중간계 전투, 중간계 전투2 등 여러 비디오 게임을 출시했다. 일렉트로닉 아츠는 J. R. R. 톨킨의 문학 작품 제작 라이선스도 획득하여 반지의 제왕: 컨퀘스트를 출시했다. 이후 2009년 라이선스 계약이 만료되고, 컨퀘스트의 권리는 워너브라더스에게 넘어갔다.
2010년에는 이름이 가운데땅 엔터프라이즈로 변경되었다.

### 법적 분쟁
2012년 3월, 가운데땅 엔터프라이즈에서 술집 이름에 대한 저작권 침해를 설명하는 문서를 송달받았다는 다양한 뉴스가 보도되었으며, 호빗 펍은 현재까지 같은 이름으로 판매되고 있다. J. R. R. 톨킨이 자란 버밍엄에 있는 배고픈 호빗 카페도 법적 조치의 위협을 받았다.
2012년 11월, 톨킨 부동산의 수탁자 및 출판사는 가운데땅 엔터프라이즈가 톨킨의 캐릭터를 이용해 카지노 및 비디오 게임을 제작함으로서 저작권을 침해했다는 이유로 가운데땅 엔터프라이즈를 고소하였으며, "가운데땅 엔터프라이즈는 톨킨의 저작물에 대한 원래 라이선스는 "인형, 식기, 문구류, 의류 등"과 같은 유형의 제품을 판매할 수 있는 권리로 제한되었고 전자적 또는 디지털적 권리, 미디어에 대한 권리는 아직 포함되지 않았다."라고 말했다.

## 같이 보기
- 분류:가운데땅을 바탕으로 한 작품